# Ctenomys johannis
Ctenomys johannis és una espècie de mamífer rosegador de la família dels ctenòmids. És endèmic del sud de la província de San Juan (Argentina). Se sap molt poca cosa sobre el seu hàbitat i la seva història natural, en gran part perquè fins ara només se l'ha trobat en una sola localitat. Es desconeix si hi ha cap amenaça significativa per a la supervivència d'aquesta espècie.
Aquest tàxon fou anomenat en honor de la província on viu.